# Barbara Kruger
Barbara Kruger (Newark, 26 de janeiro de 1945) é uma artista conceitual estadunidense. Grande parte do seu trabalho consiste em fotografias em preto-e-branco que são sobrepostas com frases - geralmente em Futura Bold Oblique ou Helvetica Ultra Condensed. As frases em suas obras, muitas vezes, incluem pronomes como "você", "seu", "eu", "nós" e "eles", lidando com construções culturais de poder, identidade e sexualidade. Kruger atualmente vive e trabalha entre Nova York e Los Angeles.

## Início da vida e carreira
Kruger é a filha única de uma família de classe média-baixa, de Newark, Nova Jérsei. Seu pai era técnico da Shell Oil e sua mãe secretária de firma jurídica.
Ela frequentou a Universidade de Syracuse por um ano, e abandonou os estudos por conta da morte do seu pai. Em 1965, ela fez um semestre na Parson's School of Design, em Nova Iorque, onde estudou com a fotógrafa Diane Arbus. Na década seguinte, Kruger se estabeleceu fazendo trabalhos de design gráfico para revistas, freelances de edição de imagem e também desenhou capas de livros. No fim da década de 1960, ela se interessou por poesia, e começou a frequentar sessões de leitura e escrita de poesia, e conseguiu um emprego na editora Condé Nast. Inicialmente, Kruger trabalhava como designer para a revista Mademoiselle, e logo foi promovida para designer-chefe. Ela também escrevia colunas sobre cinema, televisão e música para as revistas Artforum e Real Life Magazine.
Os primeiros trabalhos artísticos de Kruger datam de 1969. Esses trabalhos eram grandes instalações presas nas paredes, feitas de materiais diversos, como lã, miçangas, paetês, penas e laços. Kruger fazia peças de crochê, costurava e pintava objetos de sugestão erótica, alguns dos quais foram incluídos na Bienal de Whitney de 1973. Eles foram inspirados pela exposição de Magdalena Abakanowicz no MoMA. Apesar deles terem sido exibidos na Bienal, Kruger ficou bastante insatisfeita com os resultados. Em 1976, ela se mudou para Berkeley, na Califórnia, onde se tornou profesora da Universidade da Califórnia e inspirou-se pelos escritos de Walter Benjamin e Roland Barthes. Em 1977, voltou a produzir peças artísticas, trabalhando com fotografias arquiteturais, e publicou o livro Picture/Readings em 1979.

## Prática artística

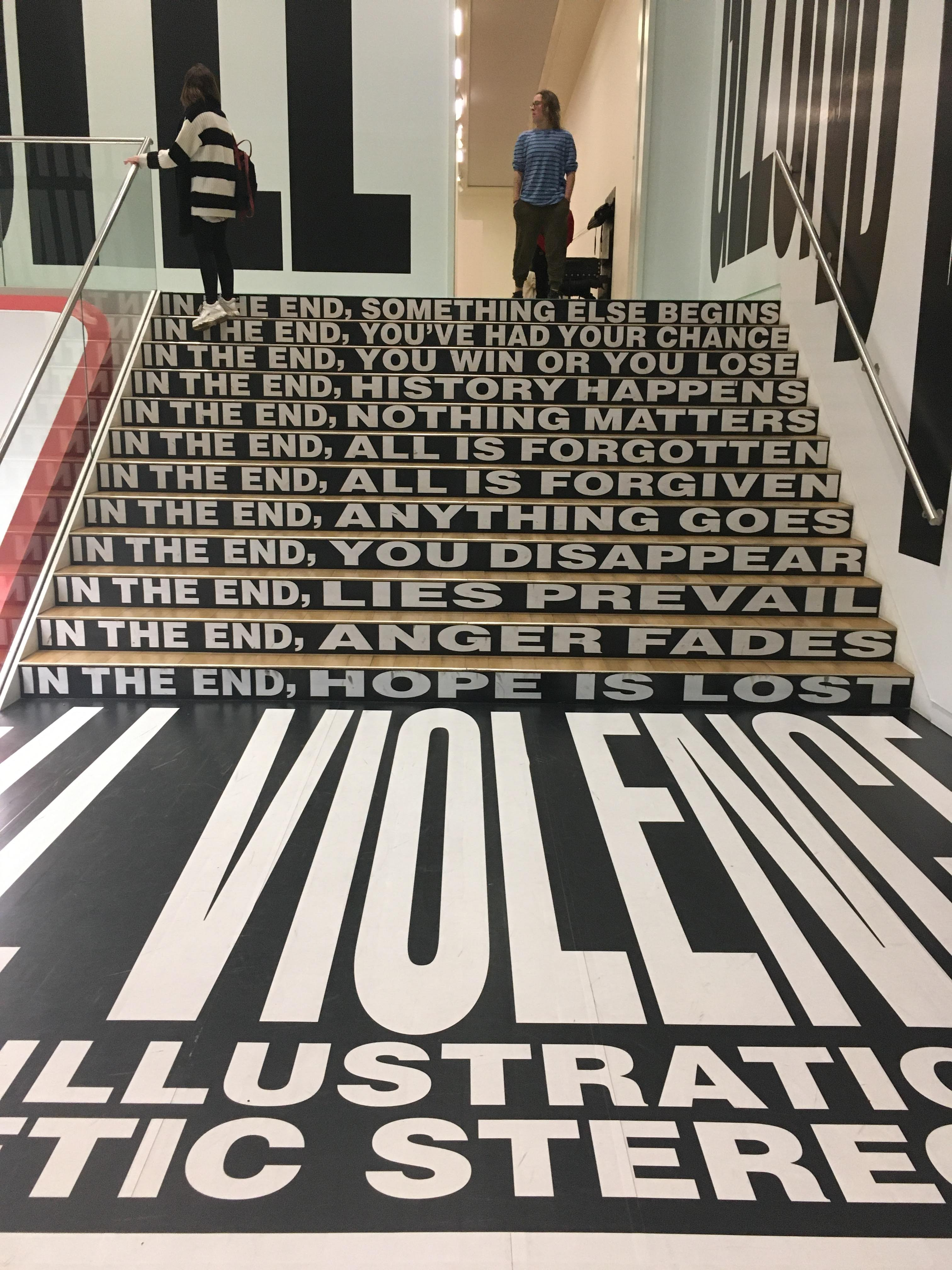
Obra de Barbara Kruger no Stedelijk Museum Amsterdam.

Abordando questões sobre linguagem e símbolo, Kruger é frequentemente agrupada com outras artistas feministas suas contemporâneas, como Jenny Holzer, Sherrie Levine e Cindy Sherman. Como Holzer e Sherman, em particular, ela utiliza  técnicas de comunicação em massa e a publicidade para explorar questões de gênero e identidade.
Muito do trabalho de Kruger surge da combinação de fotografias com textos assertivos que questionam e desafiam o espectador. Seu método de produção envolve desenvolver as ideias no computador e posteriormente transferir o resultado para imagens, que frequentemente são de grandes proporções. Seus slogans facilmente reconhecíveis, caracterizados por letras brancas em fonte Helvetica ou Futura contra um plano de fundo vermelho, incluem frases como "I shop therefore I am" (Compro, logo existo) e "Your body is a battleground" (seu corpo é um campo de batalha). A maioria das falas chama atenção para ideias como feminismo e consumismo, frequentemente se apropriando de imagens de revistas populares que são colocadas em um novo contexto. Kruger afirma que "trabalha com imagens e palavras porque elas possuem a habilidade de determinar quem somos e quem não somos".
Seu pôster para a Marcha das Mulheres de Washington, em 1989, incluía o rosto de uma mulher dividido entre reproduções fotográficas em negativo e positivo, acompanhada pelo texto "seu corpo é um campo de batalha". No ano seguinte, Kruger utilizou esse slogan em um anúncio comissionado pelo Wexner Center for the Arts. Apenas doze horas depois da instalação, um grupo de oposição ao aborto substituiu um outdoor adjacente por uma imagem que mostrava um feto humano  de oito semanas de idade.
Os trabalhos iniciais pré-digitais da artista mostram uma clara influência da experiência da artista como designer editorial de revistas durante o início de sua carreira. Esses trabalhos em pequena escala, dos quais o maior tem 28 por 33 centímetros, são feitos de imagens encontradas alteradas e textos ou desenvolvidos pela artista, ou retirados da mídia. A partir de 1992, Kruger passou a desenvolver capas para diversas revistas, como Ms., Esquire, Newsweek, e The New Republic. Sua escolha característica da fonte Futura Bold é provavelmente inspirada do estilo publicitário dos anos 1960, com o qual ela entrou em contato enquanto trabalhava na revista Mademoiselle.
Em 1990, Kruger causou polêmica entre a comunidade nipo-americana de Little Tokyo, em Los Angeles, com sua proposta de pintar o Juramento de Lealdade rodeado de questões provocativas na lateral de um armazém no coração do bairro histórico. Ela havia sido comissionada pelo Museum of California para pintar um mural para a exposição A forest of signs: art in the crisis of representation, que incluía obras de outros artistas como Barbara Bloom, Jeff Koons, Sherrie Levine e Richard Prince. Só depois de protestos a artista decidiu retirar o juramento do seu mural, apesar de ainda manter as questões pintadas nas cores e no formato da bandeira dos Estados Unidos: "quem é comprado e vendido? Quem está além da lei? Quem está livre para escolher? Quem segue ordens? Quem sauda por mais tempo? Quem reza mais alto? Quem morre primeiro? Quem ri por último?". Um ano após o encerramento  da exposição original, o mural reconfigurado finalmente foi exposto, por um período de dois anos.

### Outras obras
Desde meados da década de 1990, Kruger  tem feito instalações imersivas em grande escala utilizando áudio e vídeo. Envolvendo o espectador com falas direcionadas, o trabalho mantém os temas de poder, controle, afeição e conformismo: imagens estáticas agora se mexem e espacializam os comentários. Em 1997, Kruger produziu uma série de esculturas de fibra de vidro de celebridades, como John F. e Robert Kennedy levantando Marilyn Monroe em seus ombros. Para uma outra exposição realizada em Nova Iorque no mesmo ano, ela envolveu ônibus urbanos com falas de figuras como Malcolm X, Courtney Love, e H. L. Mencken. Para a sua primeira retrospectiva, no Museu de Arte Contemporânea de Los Angeles, ela criou 15 outdoors e incontáveis intervenções urbanas executadas e instaladas em inglês e espanhol (pela cidade ter uma grande comunidade de imigrantes latinos). Para uma campanha de conscientização pública para promover o ensino de artes no distrito escolar unificado de Los Angeles, Barbara Kruger revestiu um ônibus com frases como "dê ao seu cérebro tanta atenção quanto você dá ao seu cabelo e você estará mil vezes melhor"; "daqui para ali"; "não seja besta"; e "você quer, você compra, você esquece". Em 2016, Kruger criou uma obra que protestava contra a eleição de Donald Trump para a capa da New York Magazine, e participou de um boicote à inauguração presidencial no dia 20 de janeiro de 2017.

### Ensino
Kruger foi professora no programa de estudos independentes do Whitney Museum; na California Institute of the Arts; Universidade da Califórnia, Berkeley; e na UCSD por cinco anos antes de entrar para o corpo docente da Universidade da Califórnia, em Los Angeles. Em 1995 e 1996, ela foi artista em residência na Wexner Center for the Arts, onde criou anúncios públicos tratando de questões de violência doméstica.